# جوئل هیرش‌هورن
جوئل هرشهورن (انگلیسی: Joel Hirschhorn؛ ۱۸ دسامبر ۱۹۳۷ – ۱۷ سپتامبر ۲۰۰۵) آهنگساز و ترانه‌سرای اهل ایالات متحده آمریکا بود.
او دو مرتبه در سال‌های ۱۹۷۲ و ۱۹۷۴ میلادی، برندهٔ جایزه اسکار بهترین ترانه شده است.